# Владыкина, Татьяна Григорьевна
Татья́на Григо́рьевна Влады́кина (в девичестве — Перево́зчикова; 8 сентября 1953, Старые Кены, Завьяловский район, УАССР — 4 мая 2024, Ижевск) — российский учёный-филолог, известный удмуртский фольклорист, доктор филологических наук, профессор, заслуженный деятель науки Удмуртской Республики, ведущий научный сотрудник отдела филологических исследований Удмуртского института истории, языка и литературы Уральского отделения Российской академии наук. Лауреат Государственной премии Удмуртской Республики (2004).

## Биография
Татьяна Григорьевна родилась 8 сентября 1953 года в деревне Старые Кены Завьяловского района УАССР в семье учителей.
После окончания в 1970 году Якшурской средней школы поступила в Удмуртский государственный университет. В 1975 году окончила филологический факультет УдГУ и поступила в аспирантуру Тартуского университета. В 1980 году в Институте мировой литературы им. А. М. Горького в Москве защитила кандидатскую диссертацию на тему «Удмуртские народные загадки», в которой впервые были систематизированы полевые и архивные материалы, лёгшие позднее в основу одного из томов серии «Удмуртский фольклор».
В 1999 году защитила докторскую на тему «Удмуртский фольклор: синкретизм и функциональная специфика жанров».
С 1978 года работала в Удмуртском институте истории, языка и литературы Уральского отделения РАН.
Скончалась 4 мая 2024 года в Ижевске на 71-м году жизни. Похоронена 7 мая на кладбище в деревне Якшур Завьяловского района.